# Joan de Bardaixí
Joan de Bardaixí (? – 1451?), militar hospitaler, fill del poderós Justícia d'Aragó Berenguer de Bardaixí.
El 1409 acompanyà les tropes de Benet XIII en la seva expedició a Sardenya. Quatre anys més tard participà en la Revolta del comte d'Urgell, a favor de Ferran I contra Jaume II d'Urgell en el Setge de Lleida. Passà a Osca amb tres-cents ballesters castellans per auxiliar Pere d'Urrea a reduir la revolta urgellista d'Antón de Luna. Com a premi a la seva contribució, el rei el distingí amb el senyoriu d'El Grado (Osca).
El 1420 formà part de les tropes d'Alfons el Magnànim en la campanya de Còrsega. Segons algunes fonts, hauria mort en el setge de Bonifacio (1421).